# Christina Coridou
Christina Coridou, ook bekend als Christina Linaris-Coridou (Athene, 7 januari 1948) is een Griekse video- en textielkunstenaar en dichter die woont en werkt in Nederland. Ze is de moeder van theatermaker Greg Nottrot.

## Opleiding en werk
Coridou volgde tussen 1966 en 1969 een kunstopleiding in Athene. Van 1971 tot 1974 volgde zij een opleiding aan de Academie voor Beeldende Kunsten Psychopolis in Den Haag. Van 1974 tot 1976 volgde zij een opleiding aan de Academie voor Beeldende Kunsten Rotterdam.
Coridou gebruikt voor haar werk materialen uit het dagelijks leven, en als een archeologe reconstrueert ze verhalen en emoties uit vergeten of verloren voorwerpen. Stof, draad en poëzie, maar ook het gesproken en geschreven woord zijn de belangrijkste elementen in haar werk. Ze gebruikt Griekse woorden en teksten om haar identiteit weer te geven, en maakt haar 'dagboeken' van voorwerpen die ze op straat vindt en die ze op textiel naait.
Werk van Coridou is opgenomen in de collecties van het Textielmuseum Tilburg, Kunstmuseum Den Haag (afdeling Kostuum), museum Lambert van Meerten, centrale bibliotheek Rotterdam, Artotheek Den Haag en in particuliere collecties in Nederland en het buitenland. Voor de keramiekroute in Delft, die plaatsvond in 2011 maakte zij de 300 met keramiek gedecoreerde stenen in het plaveisel.
Samen met Robert Nottrot maakte zij videokunst.

## Exposities (selectie)[6]
- 1984 Galerie Time Based Arts, Amsterdam, video- en filminstallatie
- 1997, Arti et Amicitae, Amsterdam[7]
- 1998 ”Embracing all possibilities”, Galerie Suzanne Biederberg, Amsterdam, objecten
- 2002 “Tussen boeken”, Universiteit Leiden, gemengde technieken
- 27 april t/m 9 juni 2013: Migrated fragments, solo-expositie, 38CC[1][8]
- 26 juni – 6 september 2015: Hellas in Holland, Allard Pierson Museum, Amsterdam[9]